# Helsinki Thunder
Helsinki Thunder fue un circuito de carreras callejero situado en la ciudad de Helsinki, Finlandia. De 1995 a 1997, fue sede de fechas del Campeonato FIA GT, el Deutsche Tourenwagen Meisterschaft y la Fórmula 3000 Internacional.

## Trazados entre 1995 - 1997

Temporada 1995
Temporada 1996
Temporada 1997